# La guerra (film 1960)
La guerra (Rat) è un film del 1960 diretto da Veljko Bulajić.